# Eric Albarracin
Eric Albarracin (ur. 1977) – amerykański zapaśnik walczący w stylu wolnym. Srebrny medalista Mistrzostw Panamerykańskich z 1997. Drugie miejsce na Mistrzostwach Świata Wojskowych w zapasach w 2000 roku.
Trener zapaśniczy, szkolił między innymi Henry'ego Cejudo, mistrza olimpijskiego z Pekinu 2008. Uczestnik mieszanych sztuk walki (MMA) w Ultimate Fighting Championship.